# Acosmeryx pseudonaga
Acosmeryx pseudonaga är en fjärilsart som beskrevs av Butler 1881. Acosmeryx pseudonaga ingår i släktet Acosmeryx och familjen svärmare. Inga underarter finns listade i Catalogue of Life.